# Helastia mutabilis
Helastia mutabilis là một loài bướm đêm thuộc họ Geometridae. Nó là loài đặc hữu của New Zealand, nơi nó được tìm thấy ở cả bắc và nam quần đảo.
Chiều dài cánh trước là 9.5-13.1 mm.
Ấu trùng ăn các loài rêu chi Racomitrion.